# アベル・ガンス
アベル・ガンス（フランス語: Abel Gance, 1889年10月25日 - 1981年11月10日）は、フランスの映画監督、脚本家、俳優。フランスのサイレント映画界における名匠で、「ヨーロッパのグリフィス」などと呼ばれた。

## 経歴
1889年10月25日、パリに医師の父・アベルフラマンと母・フランソワーズの息子として生まれる。学校中退後に弁護士事務所の事務員として働いたが、演劇に魅了され、19歳のときに俳優としてブリュッセルで初舞台を踏んだ。このときにブレーズ・サンドラールと知り合っており、後のガンスの協力者となった。
1909年、パリに戻ったガンスは、レオンス・ペレ監督の『Moliere』で俳優として映画デビューを飾り、シナリオを書いてゴーモンに売り込んでいた。1911年、友人らと製作プロダクションのル・フィルム・フランセを設立し、『La digue』で監督デビューした。しかし、劇作家になることを望んでいたガンスは再び舞台に戻り、サラ・ベルナール主演の悲劇ものの台本を書くが、上演時間が5時間もあるという理由や第一次世界大戦の勃発により実現しなかった。

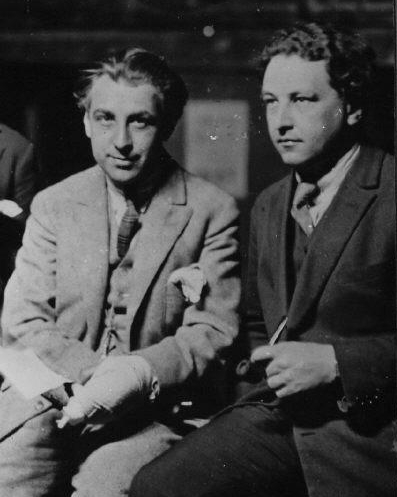
ガンス（左）とアルテュール・オネゲル

1915年、フィルム・ダール社に脚本家として採用され、『アークル城の惨劇』を監督して興業的に成功をおさめる。同年に『チューブ博士の狂気』を監督。あるマッドサイエンティストが空間を歪めてしまう粉薬を発明して、一騒動を起こすというコメディ映画で、凹面鏡を使って歪んだ映像を作りだしているが、内容もぐだぐだなために会社に公開を差し止められている。他にも実験的な試みに満ちた作品を作っていき、1918年の『第十交響曲』などの作品は興業的に成功している。
1917年、第一次世界大戦に召集されて毒ガス製造工場に配属されるが、結核を患ったため除隊された。その戦争の経験を基にある映画の構想を立て、パテ社が出資を承認。再び従軍し、プロパガンダ映画を作ることで映画班に配属して撮影を行う。そうして製作された映画は1919年に『戦争と平和』という題名で公開された。上映時間は3時間もあったが、大ヒットした。
1923年、『鉄路の白薔薇』を発表。フラッシュの技法による極端に短いショットが次第に速いスピードで交互にカットされていき、最終的には1コマ単位でカットされていくという加速的モンタージュでリズミカルな映像効果をもたらし、後の映画作家に多大な影響を与える、映画史に残る名作となった。
1927年、上映時間12時間にのぼる歴史的大作『ナポレオン』を発表。3台のカメラで撮影された映像を3面のスクリーンに映すトリプル・エクラン（ポリビジョン）という方法で上映し、ガンスの名声を確立したが、興業的には惨敗する。1934年にステレオ音響によるサウンド版を製作しており、以降も何度か新しいシーンや音響を付け加えた改変版を作っている。

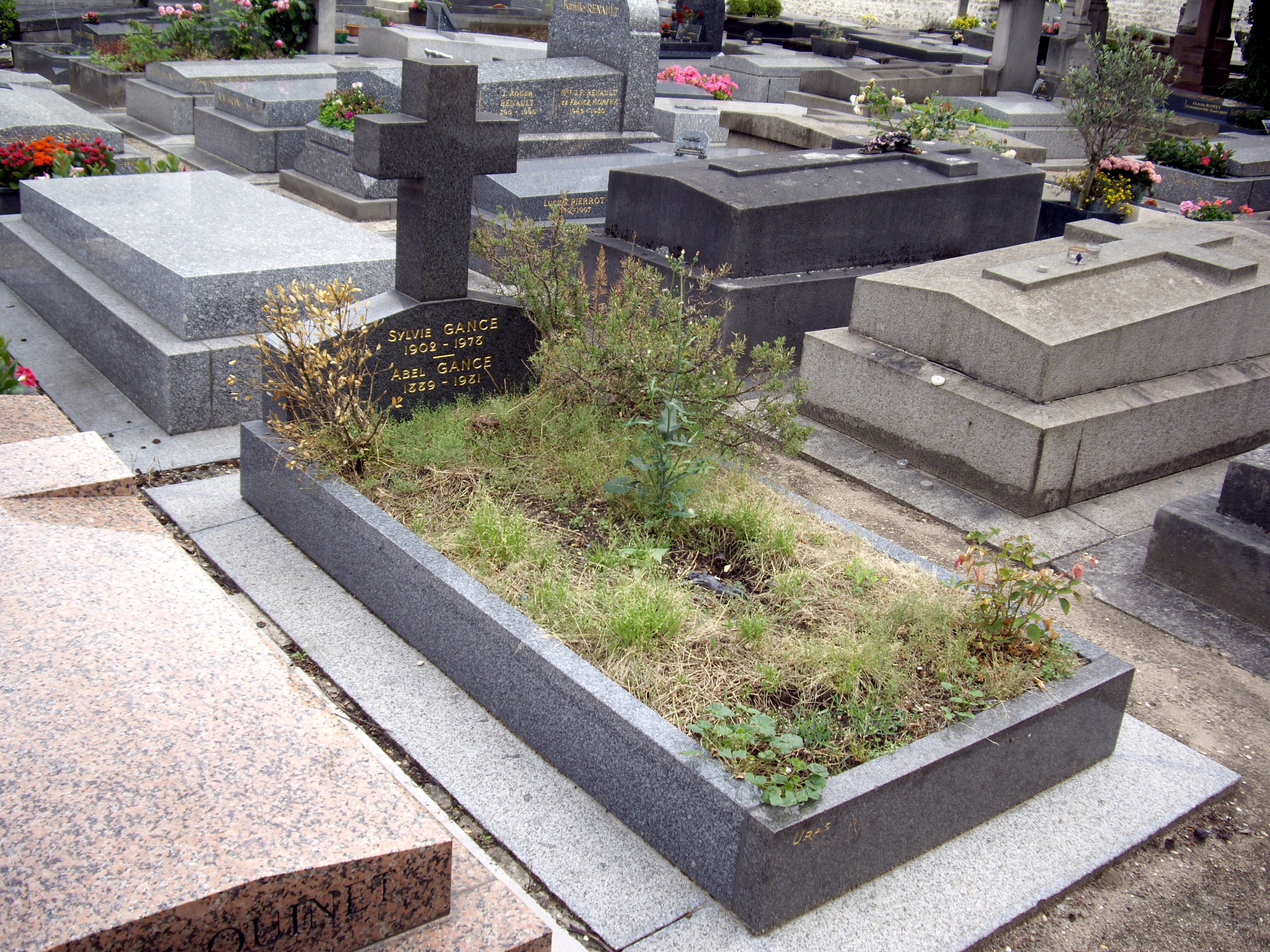
パリにあるアベル・ガンスの墓

1953年、第6回カンヌ国際映画祭で審査員を務める。
第二次世界大戦後も息の長い活動を続け、1963年の『Cyrano et d'Artagnan』が映画監督としての最後の作品となり、その後に2本のテレビ映画と『ナポレオン』の改変版を手掛けた。
1980年にサイレント映画史の研究家であり映画作家でもあったケヴィン・ブラウンローの尽力で『ナポレオン』がガンス自身の協力を得て復元し、翌年にフランシス・フォード・コッポラ監督が、1981年にオリジナル版に近づけた4時間版を世界各都市で公開、大反響を呼んだ。
81年1月23日、ニューヨークのラジオ・シティ・ミュージック・ホールでの最初の上映では、鳴りやまぬ拍手や喝采の声をガンスは国際電話を通じてパリの病床で聞き、「Finalment（やっと）」とつぶやいた。ガンスはその年の1981年11月10日、パリで結核のため亡くなった。

## 監督・脚本作品
- チューブ博士の狂気 - La folie du docteur Tube (1916年)
- Barberousse (1917年)
- La Dixième symphonie (1918年)
- Mater Dolorosa (1918年)
- 戦争と平和 - J'accuse (1919年)
- 鉄路の白薔薇 - La Roue (1923年)
- Au secours ! (1924年)
- ナポレオン - Napoléon (1927年) （ガンスはサン＝ジュスト役で出演もしている）
- 世界の終り（英語版） - La fin du monde (1931年)
- 偽れる唇 - Le maître de forges (1933年)
- 椿姫 - La Dame aux camélias (1934年)
- Le Roman d'un jeune homme pauvre（フランス語版） (1935年)
- Lucrèce Borgia (1935年)
- Jérôme Perreau, héros des barricades (1935年)
- ナポレオン(1935年版) - Napoléon (version remaniée du film de 1927)(1935年)
- Le Voleur de femmes (1936年)
- 楽聖ベートーヴェン - Un grand amour de Beethoven (1936年)
- J'accuse (1938年)
- Louise (1939年)
- 失われた楽園 - Paradis perdu (1940年)
- Vénus aveugle (1941年)
- Le Capitaine Fracasse (1943年)
- Quatorze juillet (court métrage)(1953年)
- Lumière et l'invention du cinématographe (1953年)
- Lumière (TV) (1953年)
- バルテルミーの大虐殺 - La Reine Margot (1954年)
- 悪の塔 - La Tour de Nesle (1955年)
- ナポレオン/アウステルリッツの戦い - Austerlitz (1960年)
- Cyrano et d'Artagnan (1963年)
- Marie Tudor (TV)(1966年)
- Valmy (TV)(1967年)
- ナポレオン(71年版) - Bonaparte et la révolution (version remaniée du Napoléon de 1927 et 1935)(1971年)